# Über die Hochgebirgsflora des tropischen Afrika
Über die Hochgebirgsflora des tropischen Afrika (abreviado Hochgebirgsfl. Afrika) es un libro con ilustraciones y descripciones botánicas que fue escrito por el botánico alemán Heinrich Gustav Adolf Engler y publicado en el año 1892.